# 袁紅氷

SMG

袁紅氷（えんこうひょう, イェン・ホンビン, Yuan Hongbing, 簡体字: 袁红冰 1953年 - ）は中華人民共和国の漢族の作家、法学者、反体制活動家。元の名前は袁紅兵（音は同じ）。

## 来歴
内モンゴル自治区フフホト市に生まれる。
1986年、北京大学法学部では刑事訴訟法を専攻し、修士課程を首席で修了。

## 天安門事件前後
その後、北京大学で教鞭をとるが、1989年に「北京大学教師後援団」を組織して天安門広場に集まった学生を積極的に擁護したため、当局にマークされるようになる。
1990年に発表した「荒原の風」（原題：「荒原风」）は学生、知識層の広範な支持を得る。
その後、中国の政情が比較的穏やかであった1990年代に4冊の本を出版している。労働者の立場から、チェコスロバキアの憲章77をモデルにした「平和憲章」の策定に関わっていたと言われている。

## 逮捕と追放
1994年3月2日、社会主義制度の転覆を企てたとして当局に逮捕された後、北京から追放され、貴州大学で法学部長になる。この時の罪状は以下のとおり。
1. 選挙人の身分でありながら、1980年の北京大学の人民代表選挙において選挙活動を行った。
2. 1989年の天安門事件のさなかに「北京大学教師後援団」という全国の高等教育機関の中で唯一の違法組織を作り、違法に全校教員大会、党員大会を開催し、「中国共産党の全下部組織に対する公開状」を発表するなどして、混乱を煽った。
3. 1990年に出版した「荒原の風」の中で唯物論を否定し、当該書籍の中の「余韻」という詩で天安門事件の学生を追悼した。
4. 1990年と1993年の二度にわたり自らを人民代表選挙の候補者とするために北京大学の学生を扇動した。
5. 1991年の日本の天皇の訪中に際し、北京大学の学生を扇動して国家の外交政策を妨害した。
6. 1992年に、共産党中央を分裂させることを企図して違法に「歴史の潮流」（原題：「歴史的潮流」）を出版した。
7. 1992年に、北京市法院に「歴史の潮流」発禁処分を不服として訴訟を提起し、中国人民に対して共産党による取締りの不法を訴えた。
8. 1992年6月14日、反体制活動家100余名が集まった「オリンピックホテル会議」において「ブルジョア階級の自由化思潮」を煽った。
9. 1992年11月、公務員と自由知識人が参加した「大鍾寺ホテル集会」で天安門事件を蒸し返そうとした。
10. 1993年秋、北京大学校長の呉樹青が学問の自由を政治的に抑圧しているとして坐り込み抗議をした。
11. 1994年の初め、警察が画家の表現の自由を厳しく取り締まった時に、300名の署名を集めて抗議活動を起こし、社会に動乱を起こすことを企てた。
12. 10個以上の省と区にまたがって労働者の権利保護を主張する「中国労働者権益保障同盟」を組織した。
13. 閔奇などの民主化運動リーダーのグループと魏京生を連携させようとした。
14. 1994年2月、山東省某県のキリスト教徒の農民が地元警察に迫害されたとして北京に抗議しに来た時、彼らの弁護士に賛同した。
15. 柴治国ら共産党内の反体制派と一緒になって、反共産党の秘密組織を作った。
16. 会社を作り、討論会等と開催することで、鄧小平没後に民主化運動を起こす準備として、軍や政財界の要人との連携を企てた。
17. 民主運動の理論的支柱、綱領となる著作「民主と共和」を発表した。
18. 「中国文化復興運動」を起こし、文化大革命下の内モンゴル人民虐殺事件を描いた小説「自由の黄昏」（原題：「自由在落日中」）および思想書「夕陽に刻まれた箴言」（原題：「刻在落日上的箴言」）を発表した。

## 亡命後の活動
2004年7月、アメリカ合衆国憲法と国際法に基づいて米国への政治亡命を申請する。その後、秘書と共にオーストラリアに渡航し、同月28日、国際法、国連憲章、オーストラリアが批准している国際条約に基づいて同国に亡命。同年8月には現地で自著を出版することにも成功する。
2005年6月、オーストラリアに亡命申請した元外交官の陳用林を擁護し、中国がオーストラリアを「政治的殖民地」にしようとしていると批判した。
同年9月10日、「中国共産党の人類に対する犯罪に関するシドニー国際法廷」の判事として、胡錦濤総書記に対し、告訴された江沢民元総書記、羅干、周永康、劉京ら4名を即刻逮捕してシドニーに護送するように要求した。
2006年3月5日、蒋品超、盛雪、魏京生、徐文らと共に、中国国内で迫害されている活動家を支持する趣旨で全世界一万人の絶食抗議を行った。
2008年前後、尚、事件から数年後、陳水扁の銃撃事件は「中国人民解放軍の情報機関が台湾の選挙を混乱させようとして実行したテロだ」と証言したが、それを裏付ける資料はでていない。
2009年、中国共産党の台湾併合工作に警鐘を鳴らす「台湾大劫難 ～2012年台湾は戦わずして敗れる～」を出版。
2010年に来日し、日本文化チャンネル桜に出演した。